# Будзішевко
Будзішевко (пол. Budziszewko) — село в Польщі, у гміні Роґозьно Оборницького повіту Великопольського воєводства.
Населення — 377 осіб (2011).
У 1975-1998 роках село належало до Пільського воєводства.

## Демографія
Демографічна структура станом на 31 березня 2011 року:
|          | Загалом | Допрацездатний вік | Працездатний вік | Постпрацездатний вік |
| -------- | ------- | ------------------ | ---------------- | -------------------- |
| Чоловіки | 200     | 42                 | 143              | 15                   |
| Жінки    | 177     | 43                 | 100              | 34                   |
| Разом    | 377     | 85                 | 243              | 49                   |